# Aristolochia raja
Aristolochia raja é uma espécie de planta trepadeira da família das aristoloquiáceas conhecida popularmente como jarrinha-arraia.